# Yoanys Quiala
Yoanys Quiala (Nacido en Mayarí, Cuba, el 15 de enero de 1994) es un lanzador de la Liga Venezolana de Béisbol Profesional (LVBP), para los Leones del Caracas.